# Die Stem van Suid-Afrika
Die Stem van Suid-Afrika (do africâner: 'O Chamado da África do Sul') ou The Call of South Africa, em inglês; também conhecido simplesmente como Die Stem, é um antigo hino nacional da África do Sul. Existem duas versões da música, uma em africâner e outra em inglês, que foram usadas como hino nacional no início da União da África do Sul ao lado de God Save the Queen e como único hino depois que a África do Sul se tornou uma república. Foi o único hino nacional de 1957 a 1994, e compartilhou o status de hino conacional com God Save the Queen de 1938 a 1957. Após o fim do apartheid no início dos anos 1990, foi mantido como um hino conacional junto com Nkosi Sikelel' iAfrika de 1994 a 1997, quando uma nova canção híbrida incorporando elementos de ambas as canções foi adotada como o novo hino nacional do país, ainda em uso.